# Vale de Cambra
Vale de Cambra est une municipalité (en portugais : concelho ou município) du Portugal, située dans le district d'Aveiro et la région Nord.
La municipalité compte 22 864 habitants pour une superficie de 146,21 km2. Le territoire est subdivisé en 9 paroisses, nommées freguesias.

## Géographie
Vale de Cambra est limitrophe :
- au nord, d'Arouca,
- à l'est, de São Pedro do Sul,
- au sud-est, d'Oliveira de Frades,
- au sud, de Sever do Vouga,
- à l'ouest, d'Oliveira de Azeméis.

## Démographie
| 1801  | 1849   | 1900   | 1930   | 1960   | 1981   | 1991   | 2001   | 2004   |
| ----- | ------ | ------ | ------ | ------ | ------ | ------ | ------ | ------ |
| 9 489 | 10 166 | 12 264 | 15 745 | 20 404 | 24 224 | 24 537 | 24 805 | 24 761 |

| 2006   | - | - | - | - | - | - | - | - |
| ------ | - | - | - | - | - | - | - | - |
| 24 591 | - | - | - | - | - | - | - | - |

## Subdivisions

Carte des paroisses de Vagos.

Depuis la loi no 11-A/2013 du 28 janvier 2013, portant réorganisation administrative du territoire des freguesias, la municipalité de Vale de Cambra est subdivisée en 7 paroisses (freguesia en portugais) contre 9 auparavant :
- Arões
- Cepelos
- Junqueira
- Macieira de Cambra
- Roge
- São Pedro de Castelões
- Vila Chã, Codal e Vila Cova de Perrinho (fusion de Vila Chã, Codal et Vila Cova de Perrinho)